# Oxytropis itoana
Oxytropis itoana är en ärtväxtart som beskrevs av Misao Tatewaki. Oxytropis itoana ingår i släktet klovedlar, och familjen ärtväxter. Inga underarter finns listade i Catalogue of Life.